# Curva de descubrimiento de especies
En ecología, una curva de descubrimiento de especies o curva de acumulación de especies, representa en una gráfica la incorporación de nuevas especies en un muestreo, frente al esfuerzo empleado en realizar el muestreo. A medida que el esfuerzo de muestreo aumenta, mayor será el número de especies registradas.

## Introducción
Las curvas de acumulación de especies representan gráficamente la forma como las especies o individuos son registrados en una unidad de muestreo. Son herramientas que facilitan los inventarios biológicos, y mejoran la planificación de trabajo de muestreo, ya que permiten estimar el esfuerzo de muestreo requerido para conseguir inventarios fiables, y extrapolar el número de especies observado en un inventario para estimar el total de especies presentes en el área de estudio.

## Descripción
La curva se evalúa con base al tiempo de muestreo y al número total de muestras realizadas mediante la aplicación de la metodología previamente elegida. Una curva de acumulación de especies, muestra el número de especies acumuladas a medida que se incrementa el esfuerzo de muestreo en un sitio, de tal forma que la riqueza aumenta hasta el punto en el cual el número de especies registradas alcance un máximo, estabilizando la curva en una asíntota. Al inicio de un muestreo, se obtienen registros principalmente de especies comunes, elevando la pendiente de la curva. A medida que continúa el muestreo, especies raras, e individuos de especies exóticas, son los que aumentan el registro de especies, lo que desciende la pendiente de la curva. Al momento en el que la pendiente desciende a cero, corresponde teóricamente con el número de especies que se puede encontrar en la zona estudiada, con los métodos utilizados y en el tiempo en el que se realizó el muestreo.

## Aplicaciones
La curva de acumulación de especies se utiliza para estimar el número de especies esperadas a partir de un muestreo realizado. Las funciones de acumulación de especies son utilizadas para el análisis de la riqueza específica de muestras cuyo tamaño sea diferente.
Permiten dar fiabilidad a los inventarios biológicos y permitir su comparación para planificar mejor el muestreo, tras estimar el esfuerzo necesario para obtener inventarios confiables y extrapolar el número de especies observadas en un inventario para estimar el número total de especies presente en el área.

## Elaboración de una curva de acumulación de especies
Para llevar a cabo la construcción de una curva de especies lo primero que debe hacerse es decidir cómo ha de cuantificarse el esfuerzo de muestreo, que puede ser mediante el número de individuos colectados, esto bajo el supuesto de que a mayor esfuerzo el número de individuos que se capturan es mayor o bien, por unidades de muestreo que pueden ser por ejemplo el número de horas de muestreo. Posterior a la elección de la unidad de esfuerzo se comienza a construir la curva respecto al incremento del número de especies añadidas al registro de las muestras conforme el esfuerzo aumenta.
Después se aplica un proceso de suavizado de la curva; esto con la finalidad de eliminar los sesgos temporales o espaciales del muestreo; en este proceso, el orden de las unidades de esfuerzo de muestreo (n) es aleatorizado generalmente con el programa EstimateS Archivado el 7 de marzo de 2021 en Wayback Machine. y el número medio de las especies es calculado para cada valor de esfuerzo de muestreo (Sn). Esto nos permite obtener el promedio estadístico de adición de especies de acuerdo al aumento del esfuerzo de muestreo o bien lo que se considera como una curva ideal.
Una manera de evaluar la calidad del muestreo es mediante la aplicación de una función que describa su curva de acumulación, las utilizadas comúnmente hacen una relación entre el esfuerzo y el número de especies, como es el caso de la ecuación de Clench o de la función exponencial negativa donde se asume que al aumentar el tamaño de la colección disminuye la probabilidad de agregar una nueva especie de una manera no lineal. O bien pueden utilizarse ecuaciones que relacionan el número de especies con el área de muestreo, sin embargo  esto último resulta poco efectivo debido a que en las relaciones especie-área se contempla en la gráfica únicamente el total de especies encontradas en una área extensa y no la acumulación de las especies como tal.

## Funciones de acumulación de especies
Permiten ajustar en programas estadísticos con procedimiento de regresión no lineal definida por el usuario (SigmaStat o Statistica).

### Modelo logarítmico[4]
Conforme la lista de especies aumenta, la probabilidad de añadir una nueva especie a la lista en cierto intervalo de tiempo disminuye proporcionalmente con el tamaño actual de la lista, hasta que eventualmente alcance cero. Es un modelo útil cuando la zona de muestreo es en áreas relativamente pequeñas, se tiene un grupo bien conocido, o ambos, y eventualmente todas las especies serán registradas.

{\displaystyle E(S)={\frac {1}{z}}\ln(1+zax)}

donde:
a = la ordenada al origen, la intercepción en Y. Representa la tasa de incremento de
la lista al inicio de la colección.
z = 1–exp(–b), siendo b la pendiente de la curva.
x = número acumulativo de muestras.

### Modelo de dependencia lineal[4]
Conforme la lista de especies aumenta, la probabilidad de añadir una especie nueva a la lista disminuye de forma exponencial. Se utiliza cuando la región donde se hace el muestreo es grande o el taxón es poco conocido, de forma que la probabilidad de encontrar una nueva especie nunca será cero.

{\displaystyle E(S)={\frac {a}{b}}1-e^{-bx}}

### Ecuación Clench[4]
La ecuación de Clench es el modelo más utilizado y recomendado para sitios cuyas áreas son muy extensas o bien para protocolos de muestreo muy largos donde la experiencia acumulada en las técnicas de muestreo también cumple un papel muy importante, pues, a medida que se pasa más tiempo en el campo los métodos y posibilidades de agregar nuevas especies tendrán mejora inevitablemente.
{\displaystyle E(S)={\frac {ax}{1+bx}}}
Debe llevarse a cabo el ajuste de estas funciones, mismo que puede realizarse con métodos como el algoritmo de  Quasi-Newton, el de Simplex o el de Hooke-Jeeves, mediante una estimación no lineal, basada en procedimientos geométricos para minimizar la función de pérdida.
Una vez que se ha construido la curva y se llega a la asíntota que nos indica la obtención de un inventario casi completo; el número total de especies para ambas fórmulas se calcula con a/b.  Incluso si se cuenta con inventarios que son relativamente precisos el valor obtenido de la asíntota puede reemplazar el número total observado de especies, lo que resulta en la utilización de valores más realistas. Para la ecuación de Clench el inventario obtenido se considera confiable cuando la pendiente obtenida se hace aproximadamente <0.1.